# Thianitara spectrum
Thianitara spectrum är en spindelart som beskrevs av Simon 1903. Thianitara spectrum ingår i släktet Thianitara och familjen hoppspindlar. Inga underarter finns listade i Catalogue of Life.